# One Direction
One Direction (ocasionalmente abreviado como 1D) foi uma boyband britânico-irlandesa de música pop formada na cidade de Londres, Reino Unido, em 2010. O grupo era formado por Louis Tomlinson, Harry Styles, Liam Payne, Niall Horan e Zayn Malik. Malik saiu do grupo em 2015 e One Direction continuou como um quarteto até 2016, quando o grupo entrou em hiato prolongado. O quinteto foi formado após seus membros participarem do reality show musical The X Factor como competidores solo, até que, durante o programa, a cantora Nicole Scherzinger e o produtor Simon Cowell os uniram para concorrer como um grupo. A banda acabou em terceiro lugar do programa, atrás apenas de Rebecca Ferguson e Matt Cardle, respectivamente.
O grupo saiu do The X Factor com um grande sucesso, tanto que, com a força das redes sociais, seus dois primeiros álbuns, Up All Night (2011) e Take Me Home (2012), quebraram muitos recordes, além de alcançarem o topo das paradas pelo mundo todo, gerando singles de sucesso, incluindo "What Makes You Beautiful" e "Live While We're Young". Muitas vezes descritos como os novos The Beatles, o grupo provocou o ressurgimento do conceito boyband e de fazer parte de uma nova "Invasão Britânica", sucedendo aos The Beatles e às Spice Girls. Além disso, o grupo entrou para o livro dos recordes, o Guinness Book, com seis recordes mundiais jamais alcançados por qualquer outra boyband. "What Makes You Beautiful" se tornou um hit mundial, o que levou o álbum Up All Night a vender mais de 6 milhões de cópias em todo o mundo. Em 2012, Take Me Home estreou na 1.ª posição em mais de 40 países, incluindo a Billboard 200, vendendo mais de 540 mil cópias nos Estados Unidos. Na sua estreia mundial, o álbum vendeu pouco mais de 1.616.000 cópias. Em menos de duas semanas do lançamento, o álbum foi certificado platina nos Estados Unidos, por vender 1 milhão de cópias no país.
Até a data, a boyband já vendeu mais de 19 milhões de singles por todo o mundo, 10 milhões de álbuns, e arrecadou 5 milhões em apenas 10 apresentações, com sua primeira turnê em 2012. No total, foram mais de 70 milhões de discos e singles vendidos em todo o mundo, vinte e seis milhões apenas nos Estados Unidos, tornando-se um dos grupos recordistas de vendas a nível global. De acordo com Nick Gatfield, presidente da Sony Music Entertainment, o One Direction possuía uma fortuna de 50 milhões de dólares em junho de 2012. O portal The Huffington Post declarou que "2012 [era] o ano do One Direction". Também foram proclamados como os "Artistas que mais venderam mundialmente" em 2013 pela IFPI, "Sucesso Global" pelo Brit Awards em 2014, "Artista Do Ano" pelo AMAs em 2015 e em 2016 o "Melhor Grupo ou Duo" pela Billboard.
Em agosto de 2024, a Billboard anunciou que havia colocado o One Direction no 22.º posto da sua contagem das maiores estrelas pop do período 200-2024, destacando que o grupo provou que arquétipo da boyband ainda poderia prosperar no século 21, que a invasão pop britânica que o grupo liderou no início dos anos 2010 ajudou nomes como Ed Sheeran, The Wanted e Little Mix a serem ouvidos no mundo todo, que o One Direction moldou o modelo para o estrelato pop e que os seus superfãs, chamados ‘Directioners’, mudaram a comunicação entre fãs e os relacionamentos entre fãs e artistas para sempre”. A Billboard mencionou ainda o fato de quatro dos cinco álbuns de estúdio do One Direction terem chegado ao n.º 1 da Billboard 200 — o que fez do One Direction o primeiro grupo a conseguir fazer chegar os seus primeiros quatro álbuns ao topo daquela parada — e de o grupo ter emplacado seis singles no top 10 da Billboard Hot 100.

## História

### 2010–2011:The X Factor, formação e contrato
"Curiosamente, quando eles saíram, eu tive um sentimento ruim que talvez não deveria ter perdido eles e foi então que surgiu a ideia de que deveríamos ver se eles poderiam trabalhar como um grupo. Convidamos estes cinco rapazes de volta. No minuto em que estavam lá pela primeira vez juntos - era um sentimento estranho. Eles simplesmente se pareciam com um grupo naquele momento. Eu tive uma boa sensação, mas quando eles vieram para minha casa na Espanha e se apresentaram, após cerca de um milionésimo de segundo, eu tentei manter uma cara séria para fazer um pouco de drama antes do show. Lembro-me de estar sentado ao lado de uma garota com a qual eu estava trabalhando. No segundo em que eles saíram eu saltei da cadeira e disse: "Esses caras são incríveis!", eles tinham "aquela coisa". Tinham essa confiança. Eram divertidos. Eles elaboraram seus próprios arranjos. Eram como um grupo de amigos, e destemidos também." - Simon Cowell em entrevista a Rolling Stone.

Em 2010, Harry Styles, Liam Payne, Louis Tomlinson, Niall Horan e Zayn Malik fizeram o teste como candidatos solo para a sétima temporada do reality show musical The X Factor. Todos eles não conseguiram se classificar na categoria "garotos" para continuar na competição, porém, os juízes Nicole Scherzinger e Simon Cowell tiveram uma sugestão de eles formarem um grupo (boyband), sendo assim, foram classificados na categoria "grupos". Posteriormente, o grupo se reuniu por duas semanas para se conhecerem melhor e trabalhar juntos. Sobre o nome, quem teve a ideia de chamar o grupo de "One Direction" foi Cowell e Harry Styles. A primeira apresentação do grupo, foi uma versão acústica de "Torn", da cantora Natalie Imbruglia, em várias apresentações o grupo cantou músicas de Elton John, Bonnie Tyler, The Beatles, Snow Patrol, Kelly Clarkson, Rihanna, entre outros, assim levando-o rapidamente a ganhar popularidade no Reino Unido. One Direction terminou em terceiro lugar, atrás apenas de Rebecca Ferguson e Matt Cardle, respectivamente. Imediatamente, após a final da competição, sua canção "Forever Young", que teria sido liberada se eles tivessem ganhado o The X Factor, vazou na internet.
Pouco depois, foi confirmado que o grupo tinha assinado contrato de 2 milhões de dólares com a gravadora Syco. Assim sendo, seus membros começaram a gravação de seu álbum de estreia em janeiro de 2011, intitulado como Up All Night.

### 2011–2012:Up All Night, turnê e sucesso internacional
Criticamente elogiado por seu apelo para o público adolescente, o primeiro álbum de estúdio da One Direction, Up All Night, que contém canções escritas por Kelly Clarkson, Ed Sheeran e Tom Fletcher, foi lançado mundialmente em 18 de novembro de 2011. Ele se tornou o álbum britânico mais vendido do ano e liderou as paradas de álbuns em mais de 16 países, incluindo a Billboard 200, fazendo da One Direction o primeiro artista britânico a alcançar a 1.ª posição com seu álbum de estreia. Com esse efeito, entraram para o Guinness Book, superando a conquista das Spice Girls em 1997, com o álbum Spice, que debutou na 6.ª posição. Up All Night também se tornou o primeiro álbum de uma boyband a vender quinhentos mil cópias digitais nos Estados Unidos. A partir de agosto de 2012, tinha vendido mais de 3 milhões de cópias digitais em todo o mundo. Em setembro de 2011, foi lançado o primeiro single do grupo, "What Makes You Beautiful", que se tornou um sucesso mundial. A canção foi muito bem elogiada pelos críticos de música contemporânea, muitos dos quais destacou o seu apelo para o público adolescente e sensibilidade pop. O single fez sua estreia na 1.ª posição na parada de singles do Reino Unido, a UK Singles Chart, depois de estabelecer um recorde na Sony Music Entertainment, vendendo mais de 153.965 cópias apenas na pré-venda. Também alcançou o topo das paradas de singles irlandesas e escocesas, alcançando o top dez na Austrália e na Nova Zelândia. Na Billboard Hot 100, "What Makes You Beautiful" alcançou a 4.ª posição. Em janeiro de 2013, o single já tinha vendido mais de 4 milhões de cópias apenas nos Estados Unidos  e 6 milhões em todo o mundo. Além disso, é a canção mais vendida por uma boyband na história, superando novamente o sucesso de 1998, "Spice Up Your Life", do girl group Spice Girls. Os singles seguintes, "Gotta Be You" e "One Thing", se tornaram um sucesso moderado nas paradas musicais, alcançando o top 10 em mais de 20 países, incluindo a UK Singles Chart. Em novembro de 2011, eles assinaram um contrato com a gravadora Columbia Records na América do Norte. Steve Barnett, o co-presidente da gravadora, disse que não foi uma decisão difícil assinar com a One Direction, pois os membros tinham potencial. Após a chegada nos Estados Unidos em fevereiro de 2012, One Direction embarcou em uma onda de promoção de seus singles nas rádios norte-americanas, e também divulgando sua primeira turnê, como número de abertura para ao grupo Big Time Rush. Eles fizeram sua primeira aparição na televisão dos Estados Unidos no programa Today Show, em 12 de março de 2012, no Rockefeller Center, cerca de 15 mil fãs invadiram a praça.

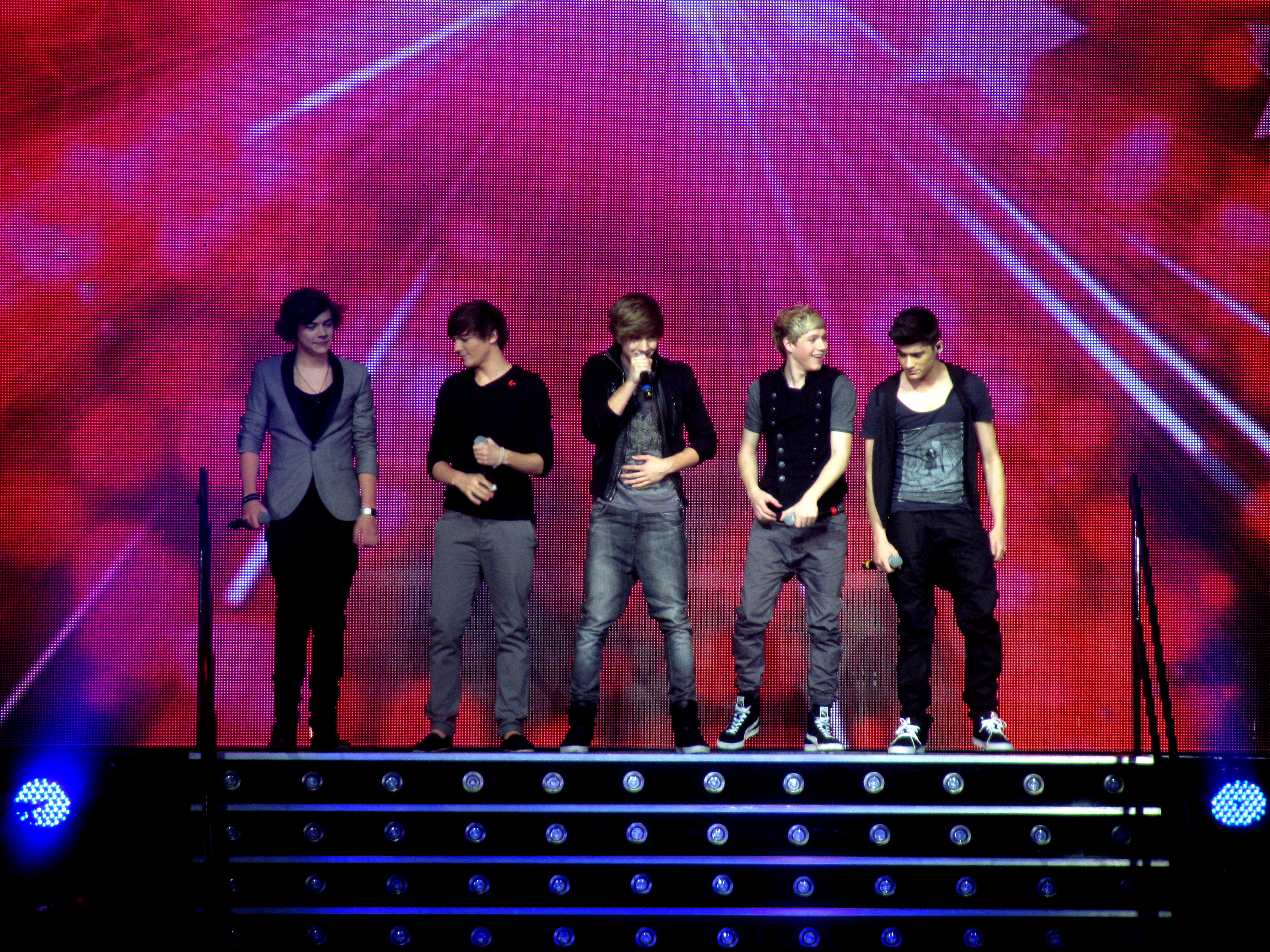
One Direction se apresentando no programa The X Factor, em 2011

One Direction participou do Brit Awards de 2012, no qual "What Makes You Beautiful" ganhou o prêmio na categoria "Melhor Single Britânico". Em abril do mesmo ano, uma banda americana que passou pelo mesmo nome, entrou com um processo por violação de marca registrada. Segundo o processo, a banda dos Estados Unidos tinha usado o nome em 2009, gravou dois discos e apresentou um pedido para registrar o nome só em 2011, sendo assim, One Direction (britânico) se registraram em 2010, ou seja, não houve plágio. A banda dos Estados Unidos pediu também uma indenização de 1 milhão de dólares. Em nota, a Syco ignorou os pedidos da banda americana, e acrescentou que ela estava querendo lucrar às custas de One Direction. A BBC informou em setembro de 2012, que o grupo britânico venceu a disputa legal sobre o direito de continuar usando o nome da banda, fazendo com que a dos Estados Unidos mudasse seu nome para "Shores Uncharted". Os membros da One Direction anunciaram em um comunicado que estavam felizes em poder continuar com o nome.
Em dezembro de 2011, One Direction embarcou em sua primeira turnê pelo Reino Unido, a Up All Night Tour. Ao todo, a banda tinha apresentado 62 shows, os quais foram muito bem recebidos pela crítica e, principalmente, comercialmente. Com a turnê, eles lançaram um DVD chamado Up All Night: The Live Tour, o qual foi lançado em maio de 2012. Além disso, o DVD alcançou o topo das paradas em 25 países; a partir de agosto de 2012, suas vendas globais ultrapassaram 1 milhão de cópias. One Direction também lançou seu primeiro livro, Dare to Dream: Life as One Direction, o qual foi publicado nos Estados Unidos em 22 de maio de 2012, e, posteriormente, chegou ao topo da lista do New York Times Best Seller. Em junho do mesmo ano, Nick Gatfield, presidente e executivo-chefe da Sony Music Entertainment, afirmou que, até 2013, One Direction teria um patrimônio de cem milhões de dólares. Ele disse em uma entrevista: "O que você talvez não saiba sobre One Direction é que eles já representam uma fortuna de 50 milhões de dólares, e até 2013 a fortuna pode triplicar". Em agosto, apenas com o lançamento de seu primeiro álbum, a banda alcançou um recorde de 8 milhões de singles, 4 milhões de álbuns e 1 milhão de DVDs. Também em 2012, eles fizeram uma apresentação de "What Makes You Beautiful" no encerramento dos Jogos Olímpicos de Verão de 2012, que apresentaram Rio de Janeiro como a próxima sede das Olimpíadas de 2016. O grupo foi o maior vencedor do MTV Video Music Awards de 2012 após vencer três indicações em 6 de setembro, incluindo a categoria de "Melhor Artista Revelação".

### 2012–2013:Take Me Home, turnê mundial e filme
Em maio de 2012, One Direction começou a gravar seu segundo álbum de estúdio, Take Me Home, em Estocolmo, Suécia. Em abril de 2012, o grupo divulgou que eles queriam contribuir mais para a composição de seu segundo álbum, dizendo: "Estamos sempre escrevendo novas músicas durante as turnês, em hotéis e aeroportos. Não queremos esperar pelas pessoas compor e logo em seguida gravar." O grupo também afirmou que ter colaborado com Ed Sheeran na composição da faixa "Moments" foi essencial para esta decisão.
| “ | "Queremos levar o próximo álbum em uma zona diferente, com mais guitarras. Nós gostamos do som de uma guitarra de verdade na turnê, que reforça os shows ao vivo, mas agora queremos levá-la para nosso álbum." | ” |

No dia 23 de setembro, a banda anunciou que o nome do primeiro single de seu segundo álbum seria "Live While We're Young", e que a partir da meia noite, o single estaria disponível para pré-venda. O nome da música automaticamente passou a ser um dos 10 assuntos mais comentados do mundo no Twitter, permanecendo lá por cerca de 24 horas, além de ter tido grande repercussão não só da mídia internacional, como também da brasileira. Ainda no dia 23 de setembro, quando o extended play do single foi liberado para pré-venda em alguns países, eles alcançaram facilmente o topo do iTunes em 10 países, incluindo Reino Unido, Irlanda, Austrália, Nova Zelândia, Filipinas e Brasil. No dia 24 de setembro, foi noticiado que o novo single da One Direction já é o mais vendido em pré-venda da história, chegando ao topo em mais de 40 países.

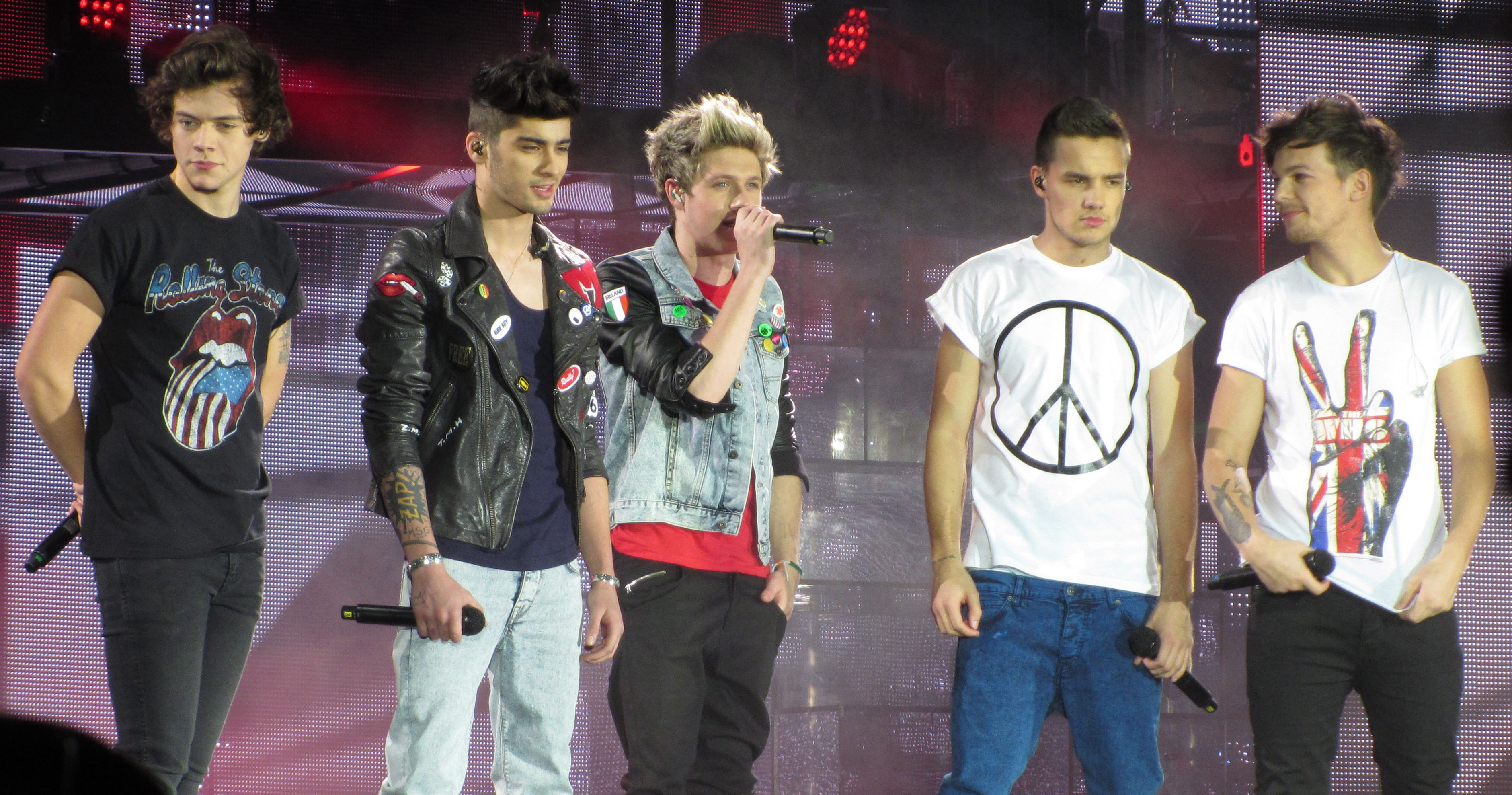
One Direction se apresentando na turnê Take Me Home Tour, em 2013

Em novembro de 2012, foi lançado oficialmente o segundo álbum do grupo, Take Me Home, que foi muito bem recebido criticamente e comercialmente, estreou na 1.ª posição em mais de 40 países, incluindo na principal parada de álbuns dos Estados Unidos, a Billboard 200, vendendo mais de 540 mil cópias no país. Na sua estreia pelo mundo todo, o álbum vendeu mais de 1.616.000 cópias. Em menos de 2 semanas do lançamento, o álbum recebeu certificado de platina nos Estados Unidos, por vender 1 milhão de cópias. Criticamente, o álbum foi bem recebido pelos críticos da música, enquanto que a Rolling Stone (principal revista de críticos dos Estados Unidos) disse que os garotos apresentam uma melhora de 'N Sync e Backstreet Boys.
Ainda em 2012, foi lançado o segundo single do álbum, "Little Things", que estreou na 1.ª posição, fazendo da One Direction ser a boyband mais jovem da história a conseguir debutar na primeira posição na principal parada do Reino Unido, a UK Singles Chart. One Direction apresentou "Little Things" no Royal Variety Performance, na presença da Rainha Elizabeth II. Em 2012, o grupo gravou o single oficial de caridade pela Comic Relief, "One Way or Another (Teenage Kicks)", um mashup de "One Way or Another" da banda Blondie (1979) e "Teenage Kicks" de The Undertones (1978). O single de caridade foi lançado em 17 de fevereiro de 2013, e na iTunes Store alcançou a 1.ª posição em mais de 55 países, sendo 1° nos carta do Reino Unido. A banda apresentou a música no Brit Awards de 2013, em que também ganhou o prémio de "Sucesso Global". Além disso, a Official Charts Company revelou que a One Direction teria vendido mais de 2.425.000 álbuns apenas no Reino Unido até fevereiro de 2013. One Direction embarcou em sua segunda turnê, em fevereiro de 2013, a Take Me Home Tour (World Tour). A turnê é composta por mais de 100 shows na Europa, América do Norte Austrália e América do Sul com um de seus shows com participações de Eminem, Ivete Sangalo e Linkin Park. As vendas de ingressos chegaram a 300.000 mil em apenas um dia de lançamento no Reino Unido e na Irlanda, que incluiu seis apresentações na The O2 Arena em Londres. Além disso, a Sony Pictures Entertainment anunciou em novembro de 2012 que um filme em 3D sobre o grupo estava em produção, recebendo o nome de One Direction: This Is Us. O filme, dirigido por Morgan Spurlock, foi lançado em 30 de agosto de 2013 pela TriStar Pictures. Até outubro de 2013, o filme já havia faturado mais de 62.618.967 milhões de dólares.

### 2015–2016: Saída de Malik e hiato
No dia 19 de março de 2015, Zayn Malik anunciou que abandonaria a turnê On The Road Again. De acordo com ele, o principal motivo era o estresse. Dias depois, em 25 de março, o grupo emitiu um comunicado pelo Facebook anunciando a saída do cantor da banda.
| “ | Minha vida com o One Direction foi muito mais do que eu podia imaginar. Mas, depois de cinco anos, eu sinto que agora é a hora certa de deixar a banda. Eu gostaria de pedir desculpas para os fãs se eu desapontei alguém, mas eu tenho que fazer o que sinto que é certo em meu coração. Eu estou saindo porque eu quero ser um cara normal de 22 anos que consegue relaxar e ter algum tempo com privacidade, fora dos holofotes. Eu sei que tenho quatro amigos em Louis, Liam, Harry e Niall. Eu sei que eles vão continuar a ser a melhor banda do mundo. | ” |

Após várias especulações e alguns meios de comunicação terem afirmado a separação do grupo, Niall Horan confirmou no dia 24 de agosto que a banda faria uma "pausa" em 2016: "Ok, muitos rumores rolando. Nós não estamos terminando, mas vamos fazer uma merecida pausa em algum ponto do ano que vem", escreveu no Twitter. Foi a primeira confirmação oficial da banda sobre o hiato.

## Características artísticas

### Imagem
Neil McCormick, do jornal britânico The Daily Telegraph, publicou um artigo sobre a natureza do sucesso da banda One Direction na América do Norte, no qual notava que a geração nova de "wannabes" britânicos podem realmente cantar, para começar. As boybands britânicas do passado sempre tiveram pontos fracos para os norte-americanos, a imagem "morta" que fazia muitos giros de cabeça e piruetas para encobrir a sua incapacidade de fazer mais do que grasnar uma aproximação da nota correta. Ele também afirmou que os americanos tinham deixado uma lacuna no mercado fonográfico, e foi preciso que Justin Bieber se destacasse para demonstrar que ainda havia espaço para "meninos bem vestidos e saudáveis que defendem o amor juvenil". Ele encerrou o artigo deixando a pergunta: "O que poderia ser melhor do que um menino bonito, se não cinco?".

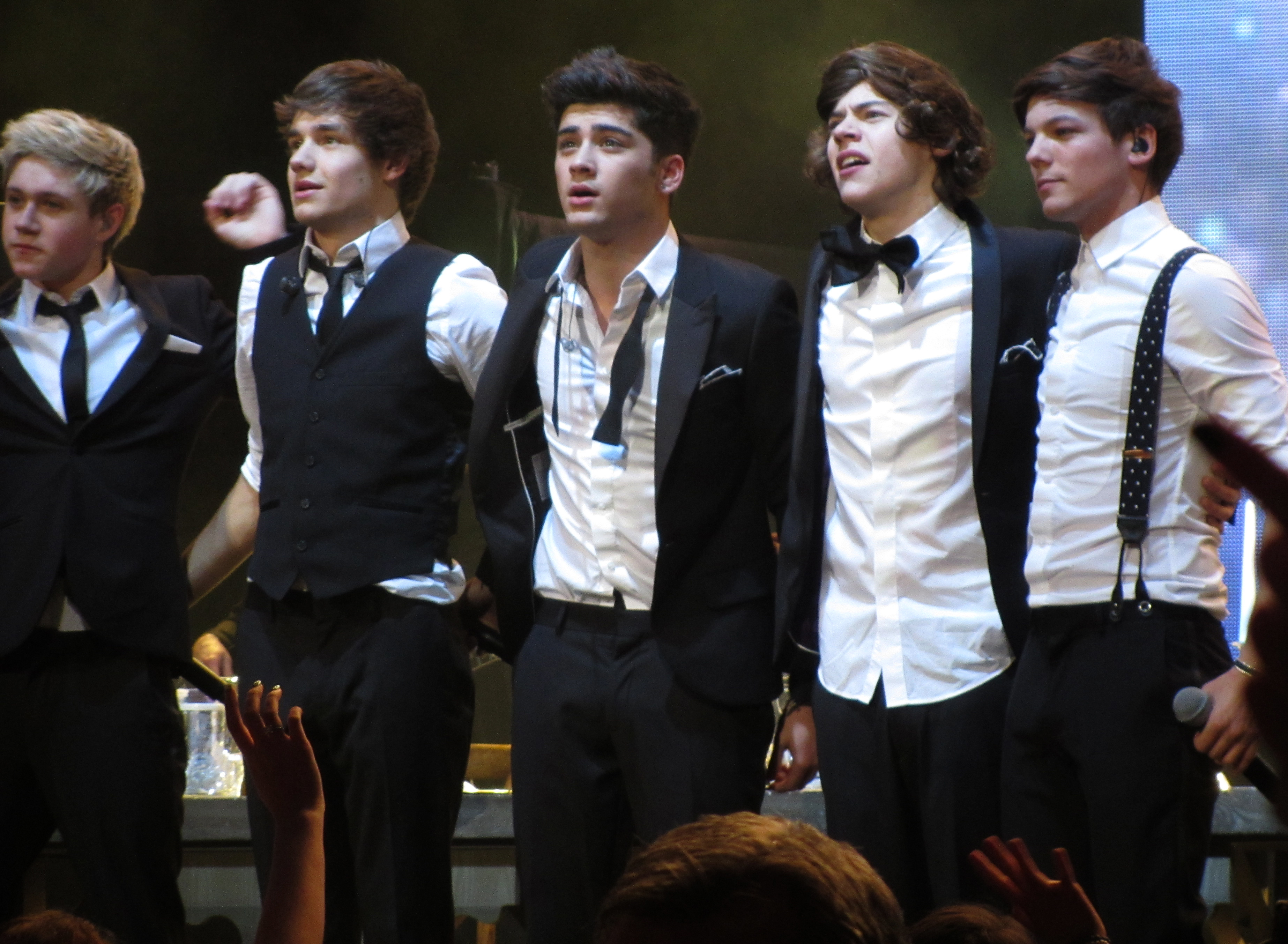
One Direction, Clyde Auditorium, Glasgow em 2012.

O Yahoo! News publicou um artigo que informava que, de acordo com a ferramenta do Google de palavras-chave, 3.35 milhões de pessoas procuram por One Direction e relacionados a cada mês. A conta da banda no Twitter já acumula mais de 30 milhões de seguidores. O grupo é frequentemente rotulado como a nova invasão britânica nos Estados Unidos. Niall Horan, membro da banda, comentou sobre ver One Direction como uma boyband:
| “ | "As pessoas pensam que uma boyband é feita de movimento no ar e todos estarem vestidos de uma cor só. Nós somos garotos em uma banda. Estamos tentando fazer algo diferente daquilo que as pessoas pensariam que é uma boyband típica. Estamos tentando fazer diferentes tipos de música e apenas ser nós mesmos." | ” |

### Estilos musicais e vocais
O primeiro álbum da One Direction, Up All Night (2011), é predominantemente um registro da música pop, com elementos de teen pop, dance-pop e power pop, com influências electropop e rock. Robert Copsey da Digital Spy descreveu o álbum como uma "coleção de pg pop rock com refrões matadores", enquanto o New York Times considerou-o como "um rock leve, uma música pop alegre e bem inteligente". Jason Lipshutz da Billboard reconheceu que o álbum demonstra uma originalidade no som que era "necessário para a revitalização do movimento boyband". Canções como "One Thing" e "What Makes You Beautiful" foram particularmente notáveis para os gêneros de power pop pop rock com guitarra e refrões fortes.
Vocalmente, em um cenário vivo, Erica Futterman da Rolling Stone afirmou que suas performances acústicas são boas apresentações mas "não há necessidade de se preocupar com os vocais de Niall Horan, ele é melhor tocando guitarra." A revista The Washington Post escrevou que "é fácil imaginar um bom futuro para quatro dos membros em carreiras como Justin Timberlake e Ricky Martin, mas definitivamente, nenhuma nota de Niall Horan se destacou". Mike Wass de Idolator sentiu que a One Direction teve uma apresentação surpreendente em "Use Somebody" de Kings of Leon, e evoluiu seu som.

### Influências

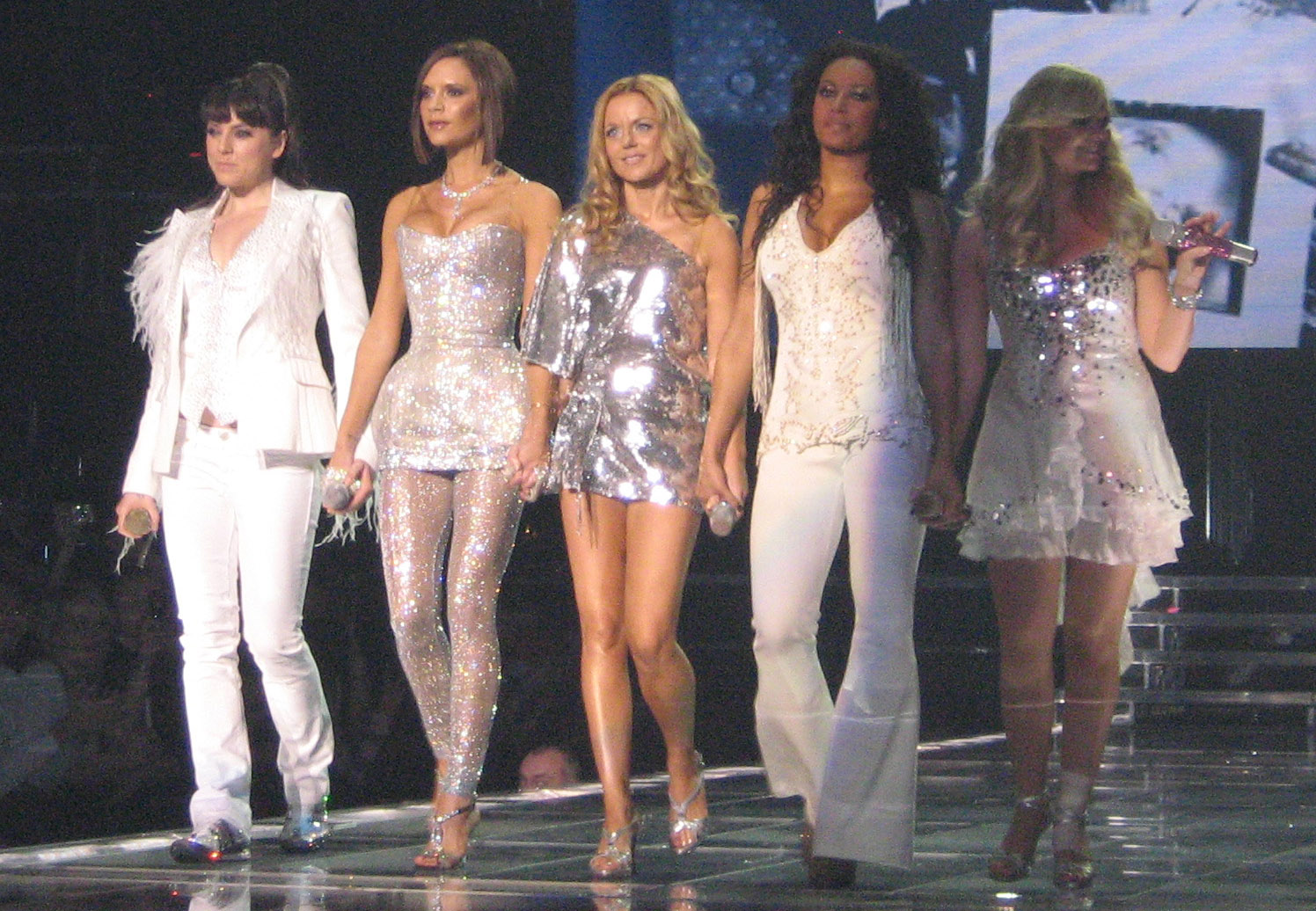
Segundo Tomlinson, Spice Girls é uma das maiores influências do grupo

Em uma reportagem da rede de rádio Capital FM, a banda afirmou que gosta de música pop e rock, principalmente de bandas do sexo masculino, como Coldplay, Take That, Snow Patrol e The Beatles. Além disso, Tomlinson cita Spice Girls como uma de suas maiores influências. Ainda no The X Factor, Louis Tomlinson disse: "Às vezes nos comparam a Robbie Williams e a Justin Bieber e isso não é uma comparação ruim. Nós realmente queremos ser igual a eles." Segundo Liam Payne, suas composições começaram aos 11 anos de idade.

## Outros projetos

### Filme
Up All Night: The Live Tour é o primeiro filme da banda, lançado em formato de DVD. O lançamento aconteceu no dia 28 de maio de 2012, em dois formatos DVD e download digital. A obra foi gravada durante a turnê Up All Night Tour no Bournemouth International Center, em Bournemouth, com as músicas do álbum multi-platina, Up All Night e cinco covers, sendo eles "I Gotta Feeling", "Stereo Hearts", "Use Somebody", "Valerie" e "Torn". Entre o repertório estão incluindos documentários sobre a vida deles e os videoclipes das músicas "What Makes You Beautiful", "Gotta Be You" e "One Thing". Em 2012, foi anunciado que um novo filme sobre a carreira e vida pessoal do grupo será lançado em agosto de 2013, o filme contará com efeito 3D e já esta sendo gravado.

### Livros e calendário
O primeiro livro relacionado com a banda, One Direction: Forever Young (Our Official X Factor Story), foi lançado em 17 de fevereiro de 2011. Publicado pela HarperCollins, o livro contém fotografias pessoais da banda inéditas e bastidores do The X Factor e da turnê X Factor Live, bem como relatos escritos por todos os membros. O livro alcançou o primeiro lugar na lista dos mais vendidos do Sunday Times. One Direction: The Official Annual 2012 foi publicado em 1 de setembro de 2011, possuindo entrevistas exclusivas, notícias e informações, além de fotos jamais vistas. Em 15 de setembro de 2011, lançaram Dare to Dream: Life as One Direction. Tal como os outros livros, contém fotos inéditas da banda em palco e fora dele e em momentos privados. Dare to Dream também alcançou o primeiro lugar na lista do Sunday Times de livros de não-ficção mais vendidos do Reino Unido.

### Programa de televisão
Depois de especulações e rumores de que a banda, poderia estrelar um programa de televisão nos Estados Unidos no canal Nickelodeon, a própria emissora confirmou a informação no Twitter, dizendo: "Os rumores são verdadeiros, nossas novidades incluem um projeto em desenvolvimento para a One Direction". O tweet logo provocou consternação nos fãs, que colocaram a hashtag "#1DPleaseDontGoToNick", entre os assuntos mais comentados na rede social.
O seriado Glee apresentou um dos seus singles, "What Makes You Beautiful", no décimo nono episódio da terceira temporada, onde este era cantado por Joe, Sam, Artie, Rory e Mike (nomes na série).

### Marcas e brinquedos
A banda lançou seu primeiro calendário intitulado como One Direction 2012 Calendar em 15 de dezembro de 2011. A Amazon.com revelou que a banda teria alcançado o calendário mais vendido de todos os tempos no Reino Unido, superando o calendário de Cheryl Cole, Official Cheryl Cole 2011 Calendar, e o da banda JLS. One Direction tornou-se embaixadores da marca Pokémon Black and White em abril de 2011. Eles estrelaram uma série de anúncios de televisão, bem como eventos especiais do espetáculo para encontros de fãs. Eles também lançaram uma edição limitada de celulares da marca Nokia dos modelos Nokia C2-02 e Nokia C3-00. Estes celulares contêm conteúdos exclusivos como papéis de parede, toques e bastidores de vídeos do grupo. Em abril de 2012, a Hasbro anunciou que em breve será lançado brinquedos, jogos e produtos de entretenimento, incluindo bonecos e mini-figuras dos membros.

## Membros

### Louis Tomlinson

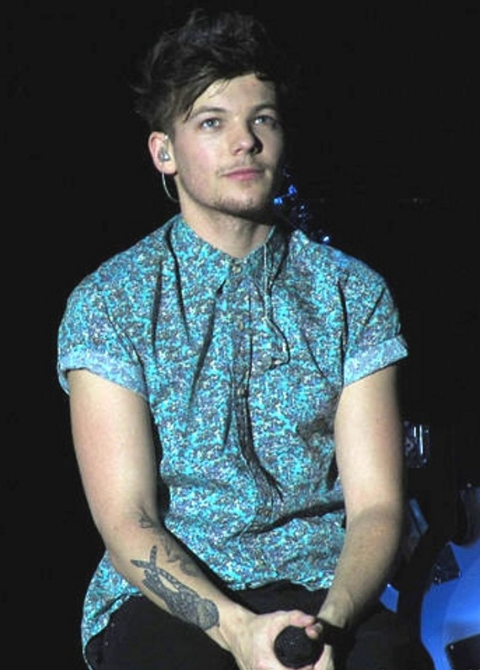
Louis Tomlinson em um show da turnê Take Me Home

Louis William Tomlinson (Doncaster, Inglaterra, 24 de dezembro de 1991) é filho de Johannah e Troy Austin, que se separaram quando ele ainda era bem pequeno. Sua mãe casou-se com Mark, que tem sido sua figura paterna desde então. Louis tem seis irmãs mais novas, Charlotte, Felicite, Georgia (filha de seu pai com outra mulher), as gêmeas Daisy e Phoebe, e Doris, que é gêmea de Ernest, seu unico irmao. Seus pais, Johanna e Mark, se separaram em 2011. Ele estudou na Hall Cross School, onde atuou em diversas produções, e na Hayfield School.
Suas irmãs Daisy e Phoebe tinham papéis em uma série infantil chamada Fat Friends e Louis as acompanhava para servir de extra. Mais tarde, frequentou uma escola de atuação em Barnsley. Ele atuou em um filme de drama do ITV, chamado If I Had You e teve um pequeno papel em Waterloo Road. Em 2010, ele fez uma audição solo na sétima edição do programa The X Factor, cantando "Hey There Delilah" logo após o Simon pedir para que ele mudasse a música enquanto cantava "Elvis Ain't Dead". Louis foi eliminado da categoria "garotos" e colocado na banda junto com os outros membros.

### Liam Payne

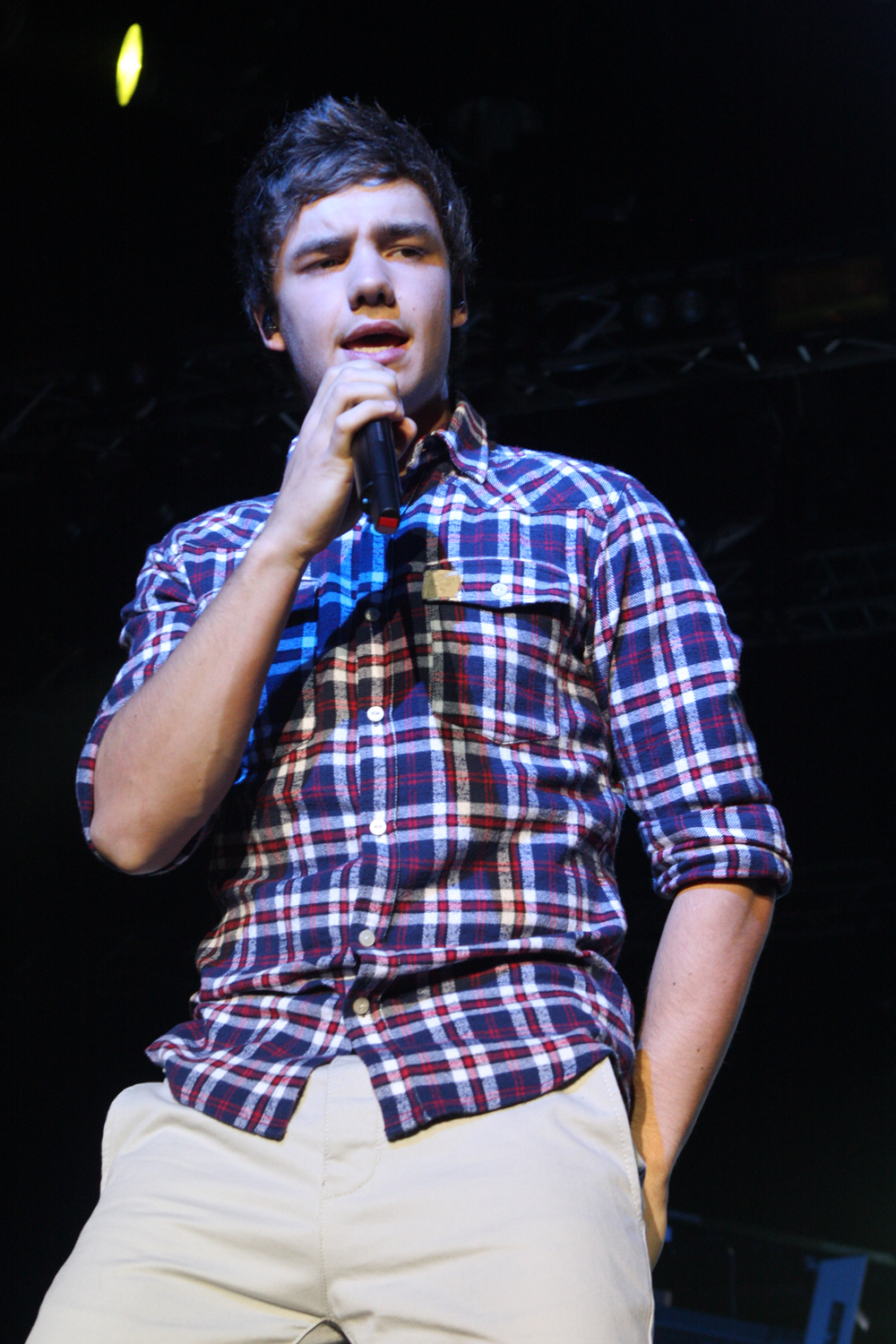
Liam Payne em um show da turnê Up All Night

Liam James Payne (Wolverhampton, Inglaterra, 29 de agosto de 1993 – Buenos Aires, Argentina, 16 de outubro de 2024) foi filho de Karen e Geoff. Tinha duas irmãs mais velhas, Ruth e Nicola. Até os quatro anos de idade, Liam passou por acompanhamento médico e fez diversos testes regulares, pois foi detectado problemas disfuncionais num dos rins. Liam sofreu bullying na escola, o que o levou a frequentar aulas de boxe, comentando: "Eu tinha que aprender a defender-me, e aos doze anos, lutava contra o treinador de 38 anos. Eu quebrei meu nariz, tive meu tímpano perfurado e chegava a casa com o rosto machucado e inchado. Mas isso deu-me confiança. Eu saí-me muito melhor nos anos seguintes". Ele estudou tecnologia na música na City of Wolverhampton College e, além de cantar, tocava piano e guitarra.
A primeira audição de Liam para o The X Factor foi feita na quinta temporada, aos quatorze anos, quando Simon Cowell achou que ele não estava pronto para a competição e lhe pediu para voltar em dois anos. Ele retornou na sétima temporada e cantou "Cry Me a River" uma canção popular, recebendo aplausos de pé da plateia e de Cowell. No campo de treinamento, cantou "Stop Crying Your Heart Out" antes de ser eliminado na categoria garotos e ter se juntado ao grupo da One Direction. O cantor citava Justin Timberlake como sua primeira e maior influência.
Liam morreu no dia 16 de outubro de 2024, aos 31 anos, ao cair do terceiro andar de um hotel em Buenos Aires, na Argentina.

### Niall Horan

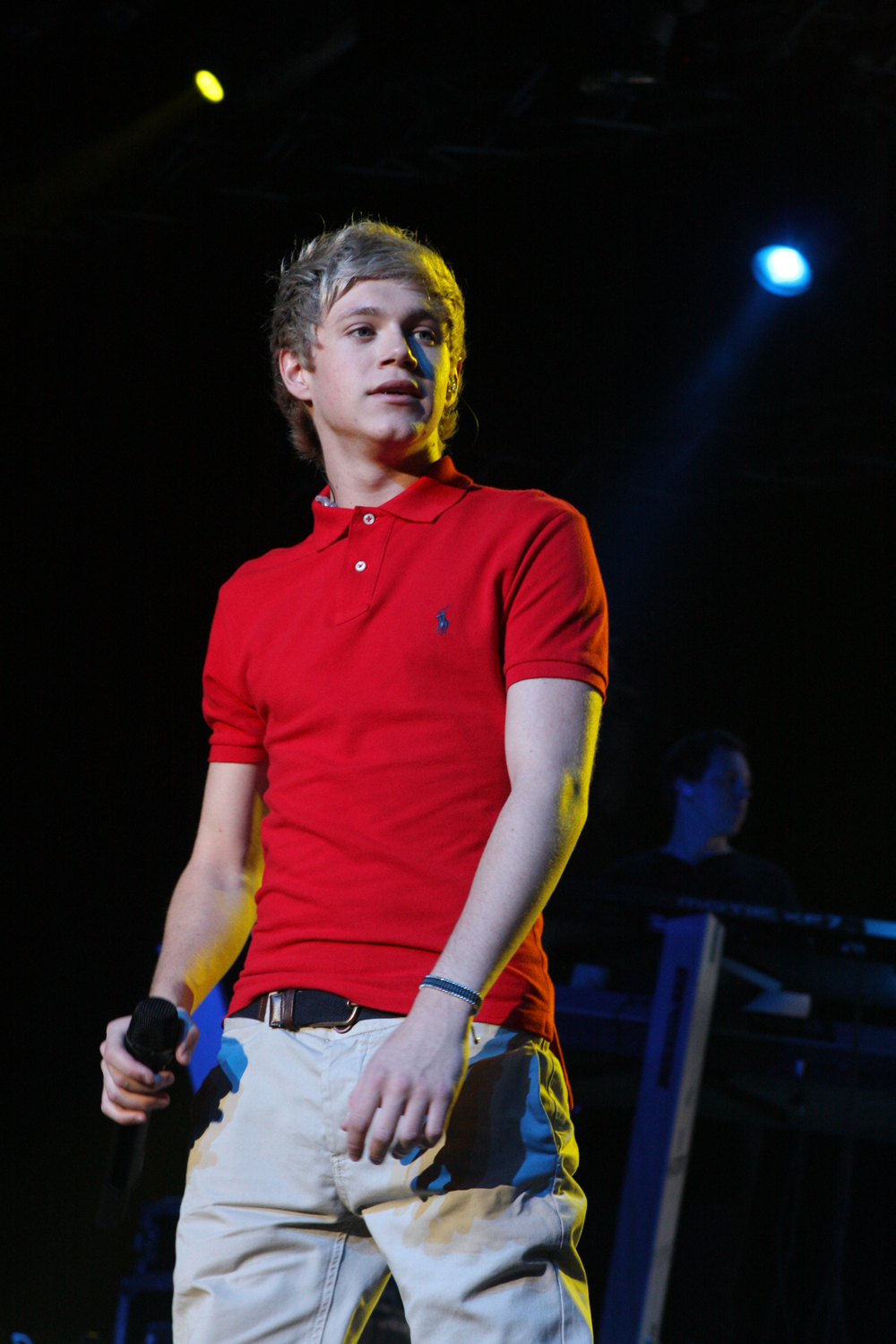
Niall Horan em um show da turnê Up All Night

Niall James Horan (Mullingar, Irlanda, 13 de setembro de 1993) é filho de Maura Gallagher e Bobby Horan, e irmão de Greg Horan. Seus pais se divorciaram quando tinha cinco anos. Greg e ele viveram entre a casa dos dois por alguns anos e finalmente, quando jovens, decidiram morar com o pai em Mullingar. Niall foi um aluno do Coláiste Mhuire, Coláiste Mhuire e da Congregation de Christian Brothers. Durante um período, ele esteve no coral de sua escola, participando sazonalmente de uma canção natalina.
Antes de sua participação no The X Factor, ele executou diversas performances em sua terra natal, inclusive como um ato de apoio a Lloyd Daniels em Dublin. Horan toca guitarra desde sua infância.

### Harry Styles

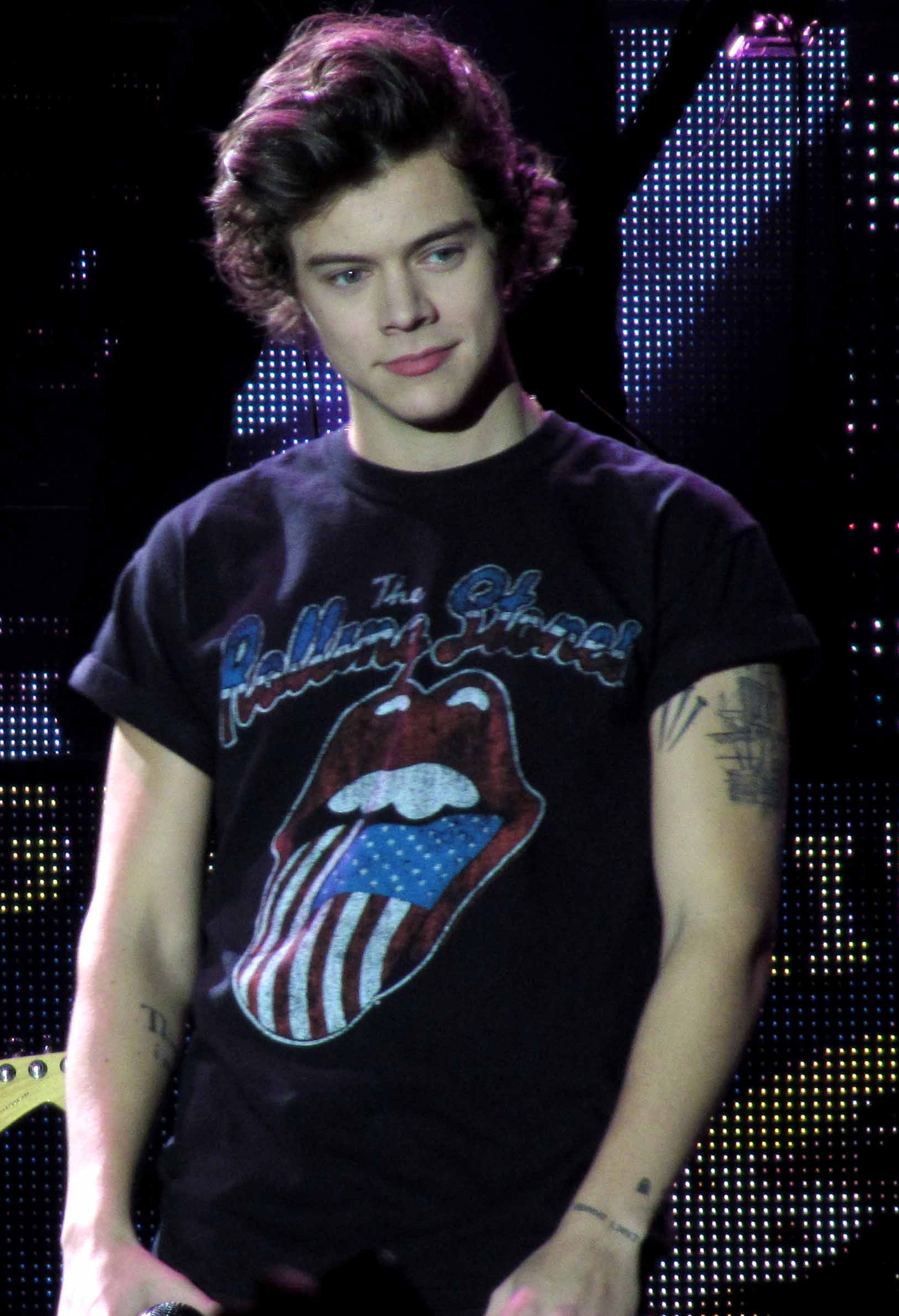
Harry Styles em um show da turnê Take Me Home

Harry Edward Styles (Cheshire, Inglaterra, 1 de fevereiro de 1994) é filho de Anne e Des, e tem uma irmã mais velha, Gemma. Harry tinha sete anos quando seus pais se separaram. Ele estudou na Holmes Chapel Comprehensive School.
Antes de participar do The X Factor, ele foi o vocalista de uma banda chamada White Eskimo, que tinha Haydn Morris como guitarrista, Nick Clough como baixista e Will Sweeny como baterista. Harry citou Elvis Presley como uma de suas influências. Ele fez sua audição para o X Factor com "Isn't She Lovely?" de Stevie Wonder, e recebeu comentários positivos de dois dos três jurados, com Louis Walsh tendo dúvidas se ele estaria preparado para avançar na competição. No campo de treinamento, ele cantou "Stop Crying Your Heart Out" da banda Oasis. Harry foi eliminado da categoria "garotos" e, após isso, foi colocado na banda por Simon Cowell, junto com os outros membros.

### Zayn Malik

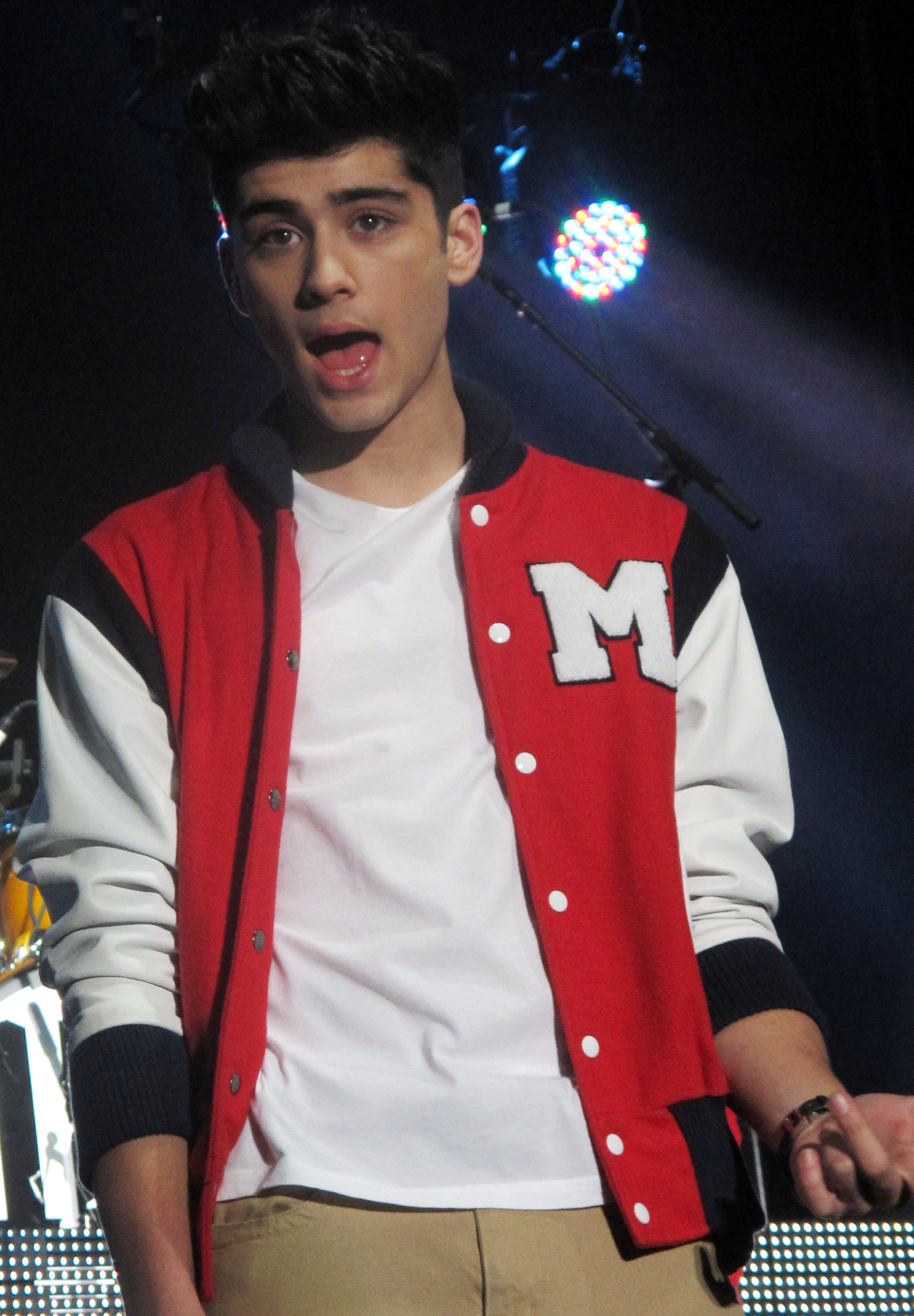
Zayn Malik em um show da turnê Up All Night

Zain Javadd "Zayn" Malik (Bradford, Inglaterra, 12 de janeiro de 1993) é filho de Tricia Malik e Yaser. Ele tem uma irmã mais velha, Doniya, e duas irmãs mais novas, Waliyha e Safaa. Malik cresceu no East Bowling e foi um aluno da Lower Fields Primary School e mais tarde da Tong High School. Zayn não se sentiu integrado nas suas duas primeiras escolas, por ser multirracial. Contudo, Malik diz ter começado a apreciar a sua aparência depois de mudar de escola aos 12 anos.
Na audição para The X Factor, o vocalista disse que procurava experiência. Ele citou música urbana como sua primeira influência musical, seguida por R&B e rap. Para sua audição no programa, ele cantou o single "Let Me Love You" do cantor Mario. Assim como os outros membros da banda, Zayn classifica Bruno Mars como uma de suas influências. Em maio de 2012, o cantor revelou que está namorando Perrie Edwards, que faz parte do grupo Little Mix.
Em agosto de 2013, foi anunciado que Zayn e Perrie estavam noivos.
No dia 25 de março de 2015, Malik anunciou sua saída do grupo. Cinco meses depois, seu noivado com Perrie Edwards chegou ao fim.

## Discografia
- Up All Night (2011)
- Take Me Home (2012)
- Midnight Memories (2013)
- Four (2014)
- Made in the A.M. (2015)

## Turnês
- 2011–2012: Up All Night Tour
- 2012: Better With U Tour (turnê de Big Time Rush); apenas participação[142]
- 2013: Take Me Home Tour
- 2014: Where We Are Tour
- 2015: On The Road Again Tour

## Televisão
| Ano  | Título              | Personagem      | Notas                                                                             |
| ---- | ------------------- | --------------- | --------------------------------------------------------------------------------- |
| 2010 | The X Factor        | Eles mesmos     | Ficaram na 3º colocação do programa                                               |
| 2011 | ITV2                | Eles Mesmos     | Biografia de One Direction a partir da terceira colocação de The X Factor em 2010 |
| 2012 | Dancing on Ice      | Astro musical   | Participação                                                                      |
| 2012 | Saturday Night Live | Astro musical   | Episódio 720                                                                      |
| 2012 | iCarly              | Astro convidado | Episódio 96 da 6ª temporada                                                       |
| 2012 | The X Factor        | Astro preceptor | One Direction foram os conselheiros dos concorrentes                              |

## Prêmios e indicações
One Direction já foi indicado para mais de 400 prêmios desde o inicio de sua carreira, vencendo mais de 350 deles. Entre os prêmios mais importantes, a banda é vencedora de sete (7) Brit Awards, seis (6) Billboard Music Awards, oito (8) Japan Gold Disc Awards, sete (7) American Music Award, dois (2) People's Choice Award, cinco (5) Bravo Otto, cinco (5) ARIA Music Award, doze (12)  MTV Europe Music Award, nove (9) Telehit Award, quatro (4) World Music Award, cinco (5) Billboard Touring Award, um (1) Bambi Award, trinta (30) Teen Choice Award, quatro (4) NRJ Music Award, entre outros. Além de ganhar vários prêmios pela sua música, a boyband também já recebeu prêmios pelos seus perfumes 'Our Moment' e 'Between Us', seu filme 'Where We Are-The Concert Film' e até mesmo seu site 'Made In The AM'.